# Best of the Best
Best of the Best – dwupłytowy album zespołu Farben Lehre wydany z okazji 25 lecia zespołu.
Pierwsza płyta jest kompilacją przebojów zespołu, druga zaś, to reedycja płyty Samo życie z koncertem, wydanej pierwotnie w 1994.
10 utworów z albumu ukazało się także na płycie winylowej.

## Lista utworów

### CD1: Best of the best
1. „Wiecznie młodzi”
2. „Garażówka”
3. „Fatamorgana”
4. „Kolory”
5. „Pozytywka”
6. „Matura 2011”
7. „Spodnie z GS-u”
8. „Ferajna”
9. „Punky Reggae Live”
10. „Terrorystan”
11. „Ostatni skaut”
12. „Judasz”
13. „Robak”
14. „Nowy dzień”
15. „Jutro”
16. „Szwajcaria”
17. „Oto emigranci”
18. „Żywioły”
19. „Siła w nas”
20. „Zagadka”
21. „Na skróty”
22. „Erato”
23. „Młodzi końca wieku”
24. „Przemiany”
25. „Corrida”

### CD2: Samo życie (live'94)
1. „Handel”
2. „Ulice milczą”
3. „Jumping Jack Flash” (The Rolling Stones)
4. „Mania manipulacji”
5. „Kopnij mnie jeszcze”
6. „Somebody...” (Ramones)
7. „Nierealne ogniska”
8. „Oto moja wiara”
9. „Credo”
10. „Wojny” (UK Subs)
11. „Mam w...”
12. „Egoiści”
13. „Osobista”
14. „Russka” (trad.)
15. „Helikoptery '90”
16. „Jutro przed nami”
17. „Zatrute miasto”
18. „Pożar w Kwaśniewicach” (Niebiesko-Czarni i Piotr Janczerski)

### Edycja winylowa

#### Strona A
1. „Terrorystan”
2. „Atomowe zabawki”
3. „Nowe helikoptery”
4. „Matura 2001”
5. „Corrida”
6. „Judasz”

#### Strona B
1. „Pogodna”
2. „Spodnie z GS-u”
3. „Ferajna”
4. „Krótka piosenka”
5. „Garażówka”
6. „Egoiści”